# Дени де Дамремон, Шарль-Мари
Граф Шарль-Мари́ Дени́ де Дамремо́н (фр. Charles-Marie Denys de Damrémont; 8 февраля 1783, Шомон — 12 октября 1837, вблизи Константины) — французский военачальник, участник Наполеоновских войн (1806—1814) и Французского завоевания Алжира (1830—1832 и 1837), генерал-губернатор французских колоний в Северной Африке.

## Биография
Шарль-Мари Дени родился в Шомоне (ныне департамент Верхняя Марна) 7 февраля 1783 года. 26 флореаля XI года (16 мая 1803) поступил в военное училище Сен-Сир в Фонтенбло.
В 1804 году успешно окончил училище и, получив звание младшего лейтенанта, начал службу в 12-м полку конных стрелков. 21 марта 1807 году получил звание лейтенанта и назначение адъютантом генерала Дефранса, 25 августа того же года — генерала Мармона. Участвовал в кампаниях Великой армии в 1806 и 1809 годах в Далмации. С 5 июня 1809 года — капитан. Принимал участие в многочисленных битвах, в том числе — в битве у горы Китты и у Грашадца, где его генерал был тяжело ранен, и в Ваграмской битве, где подразделение Дени, по некоторым сведениям, отличилось, однако его фамилия не фигурирует в донесениях командования.
В 1811 и 1812 годах принимал участие в Пиренейской войне, с 6 февраля 1811 года — командир эскадрона. В битве при Саламанке маршал Мармон получил серьёзное ранение и был эвакуирован во Францию — Дени, по всей видимости, последовал за ним. В 1813 году Мармон после своего выздоровления был назначен командующим армией в Германии, и одним из его первых приказов стало присвоение собственному адъютанту Шарлю-Мари Дени звания полковника. Участвовал в многочисленных битвах на территории Германии, в том числе — в битве народов под Лейпцигом. После взятия Парижа в 1814 году подписал сепаратную (с точки зрения Наполеона) капитуляцию войск маршала Мармона в качестве его первого адъютанта.

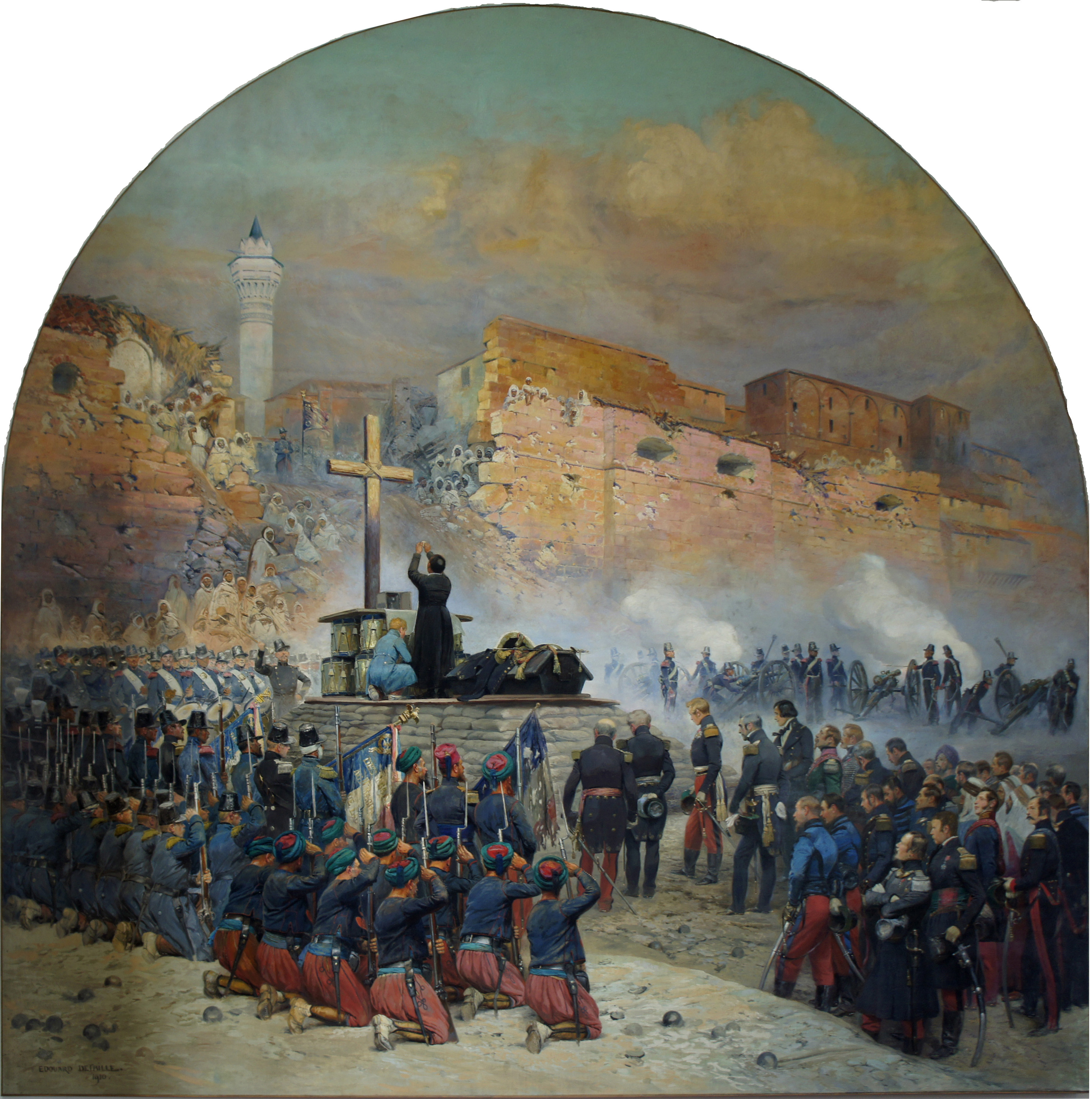
Прощание с генералом Дамремоном у стен Константины. Художник Эдуард Детайль.

При Первой реставрации остался под командованием Мармона, вместе с которым со 2 июня 1814 года вошёл в состав королевских телохранителей в качестве младшего лейтенанта 6-й роты. С 1 февраля 1815 года — старший адъютант-лейтенант. В этот же период прибавил к своей фамилии титул «де Дамремон».
Во время Ста дней маршал Мармон бежал вслед за королем в качестве военного главы королевского дома в Гент, Дамремон последовал за ним.
При Второй реставрации 6-я рота королевских телохранителей была ликвидирована, и 11 октября 1815 года Дамремон был поставлен во главе легиона в Кот-д’Оре.
25 апреля 1821 получил звание лагерного маршала, в 1823 году командовал 5-м корпусом Пиренейской армии.
С 1823 по 1829 год последовательно занимал должности инспектора инфантерии, члена маневровой ревизионной комиссии и атташе при чрезвычайном посольстве в России на коронации Николая I (послом Франции являлся маршал Мармон).
21 февраля 1830 года одним из первых направлен в составе экспедиционного корпуса в Алжир, где командовал пехотной бригадой. 13 декабря того же года Дамремон получил звание генерала-лейтенанта. Там же, в Алжире, Дамремон находился и в период Июльской революции, после которой его многолетний начальник, маршал Мармон, герцог Рагузский бежал из страны. Вернувшись во Францию, 6 февраля 1832 года был поставлен командовать 8-й армейской дивизией.
12 февраля 1837 года назначен генерал-губернатором французских колоний в Северной Африке. Первой задачей было возобновление похода на Константину (предыдущий штурм потерпел фиаско), для чего к середине августа им был сосредоточен у города Бона небольшой (13 000 человек), но отлично снабжённый отряд с осадным парком (17 орудий). Он выступил 1 октября и 6-го подошёл к Константине. Тотчас по прибытии приступили к возведению осадных батарей. 7 октября гарнизон предпринял одновременно две вылазки, но был отбит. 12 октября была обрушена часть городской стены. Дамремон предложил защитникам крепости сдаться, но те отказались. В тот же день при посещении пролома генерал Дамремон был убит пушечным ядром.
У генерала остались вдова и двое детей.
По приказу короля Луи-Филиппа останки генерала Дамремона были захоронены в Париже в Доме инвалидов. На погребении впервые прозвучал величественный реквием, написанный Гектором Берлиозом.

## Награды
- Кавалер Ордена почётного легиона — 23 сентября 1809[8];
- Офицер Ордена почётного легиона — 19 ноября 1813[8];
- Кавалер Ордена святого Людовика — 1 июля 1814[3];
- Командор Ордена почётного легиона — 23 августа 1814[8];
- Великий офицер Ордена почётного легиона — 15 сентября 1827[5][8];
- Пэр Франции — 15 сентября 1835[5].